# Dème du Parnasse
Le dème du Parnasse, en grec moderne : Δήμος Παρνασσού / Dímos Parnassóu, est un ancien dème du district régional de Phocide, en Grèce-Centrale. Depuis 2010, il est fusionné au sein du dème de Delphes.
Selon le recensement de 2011, la population du dème compte 1 968 habitants.
La localité tire son nom du mont Parnasse.